# Mahindra Goa
La Mahindra Goa è un fuoristrada e un pick-up prodotto dal 2002 dalla casa automobilistica indiana Mahindra & Mahindra. 
Il nome originale del modello adottato globalmente è Mahindra Scorpio, mentre in Europa è stato ribattezzato Goa in quanto i diritti del nome Scorpio appartengono alla casa automobilistica Ford.

## Contesto
La Goa venne lanciata nel 2002; il nome originale del modello è Scorpio (utilizzato in India e in molti paesi in cui viene esportato ad eccezione dell'Europa) ed è il primo fuoristrada realizzato interamente dalla casa indiana in quanto in passato si limitava a produrre su licenza i vecchi modelli dell’americana Jeep. Si tratta di una fuoristrada con telaio a longheroni (a trazione posteriore oppure integrale inseribile) prodotta in due varianti: la 5 porte chiusa a 5 o 6 posti (in India anche in versione a 7 posti) e la versione pick up con cabina a due e quattro porte e cassone posteriore. La versione pick-up in India veniva venduta come Scorpio Getaway.

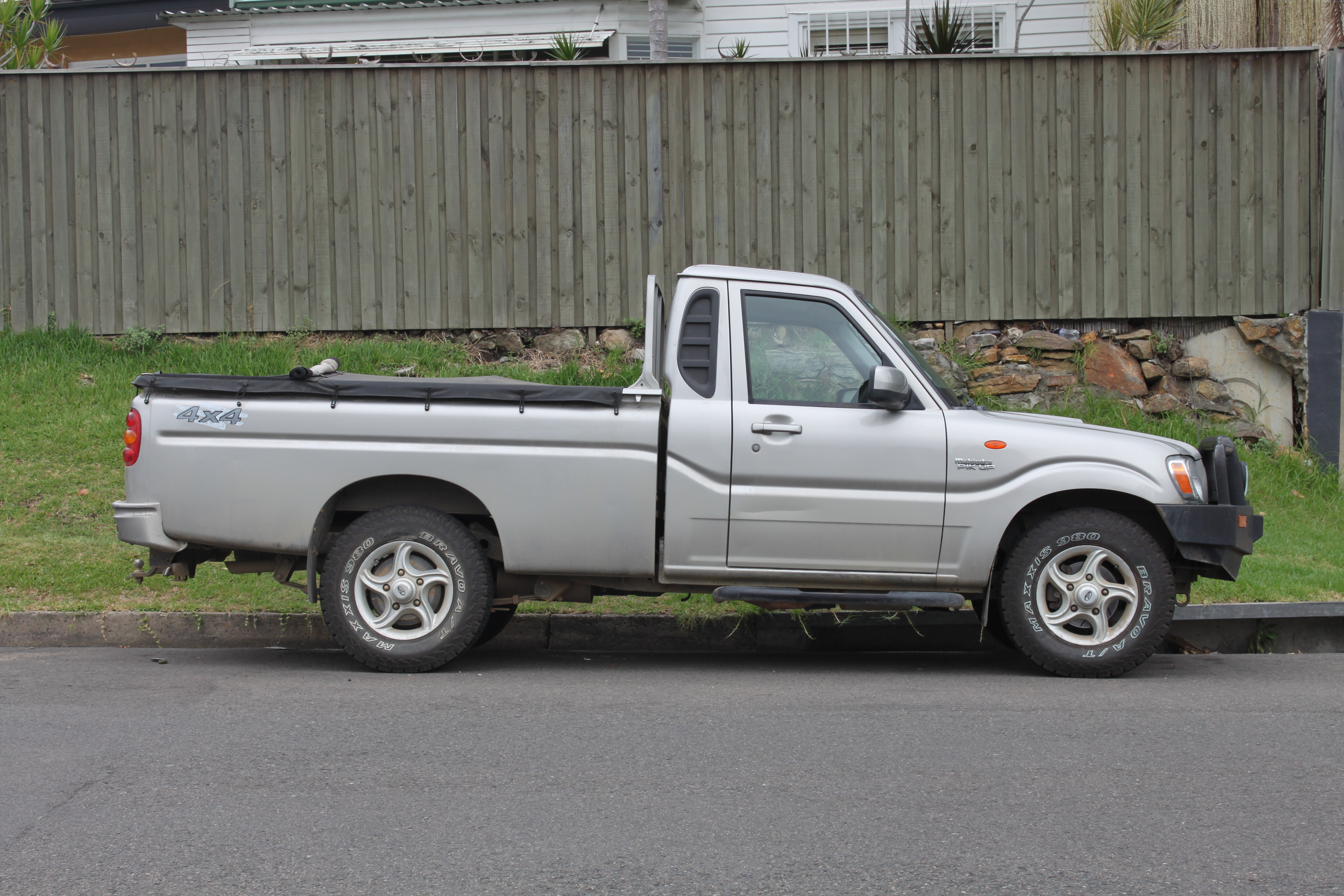
La versione pick-up due porte

Il motore al debutto era un 2.6 litri quattro cilindri turbo diesel common rail (sigla CRDe) erogante 115 cavalli. In seguito viene introdotto il 2.1 litri benzina quattro cilindri aspirato da 116 cavalli solo per il mercato indiano, mentre in altri mercati esteri viene venduto anche con un 2.5 litri turbo diesel di origine Peugeot.
Nel 2006 la vettura viene sottoposta ad un restyling; viene rivista l'estetica con modifiche ai paraurti e agli interni, migliorata l'insonorizzazione e debuttano nuovi rivestimenti per i sedili. Viene introdotto anche un nuovo diesel 2.2 litri common rail sempre quattro cilindri: il 2.2 litri (2179 cm³ effettivi) con turbo a geometria variabile di origine PSA (modello DW12) prodotto su licenza e re-ingegnerizzato insieme all’aziensa austriaca AVL per adattarlo alla massa maggiore dei fuoristrada e pick-up. Il 2.2 litri eroga 120 cavalli e venne adottato anche dai fuoristrada prodotti dalla Tata Motors sui vari modelli come la Safari, la Telcoline pick-up e la Xenon. È abbinato al cambio manuale a 6 rapporti o automatico a 6 rapporti. Le Scorpio/Goa equipaggiate con il motore 2,2 litri vengono identificate con la sigla m-Hawk.
Nel 2008 inizia la commercializzazione in Italia con il nome Goa sia in versione fuoristrada 5 porte e pick-up, con il motore 2.6 diesel erogante 107 cavalli (la potenza viene ridotta a causa della normativa Euro 3 in vigore in Italia) omologato solo come autocarro; pochi mesi dopo il debutto viene introdotta la versione a sei posti omologabile come autovettura.
Nel 2009 vengono introdotti alcun dispositivi di sicurezza come ABS, EBD e airbag frontali. Successivamente vengono introdotti anche l'impianto multimediale con navigatore touchscreen, impianto audio MP3, CD e ingresso AUX e i fari diurni a LED anteriori. Sempre nel 2009 viene introdotto in Europa il diesel 2.2 di origine PSA potenziato a 140 cavalli (20 in più della versione venduta in India) omologato Euro 4.
Nel 2014 viene sottoposta ad un ultimo restyling: le modifiche stavolta riguardano il frontale completamente ridisegnato con nuovi fari, paraurti, cofano e calandra. Nuovo anche il portellone posteriore con la possibilità come optional di montate la ruota di scorta esterna. La plancia è tutta nuova e viene introdotto anche il climatizzatore automatico oltre a un nuovo impianto multimediale. 
In Italia la Goa Pik-Up è disponibile in due versioni, la S6 e la più accessoriata S10. Tutte le versioni montano il 2.2 turbodiesel da 140 CV.